# 积薪增一
积薪增一（雙子座76），又名BD+26 1633，HD 62285、SAO 79650、HR 2983，是雙子座的一颗恒星，视星等为5.31，位于銀經194.42，銀緯22.39，其B1900.0坐标为赤經7h 38m 0.9s，赤緯+26° 22.39′ 21″。